# Chinossalina
La chinossalina è un composto organico eterociclico aromatico, strutturalmente formato da un anello benzenico e uno di pirazina condensati.